# Weinstraße 8 (Volkach)

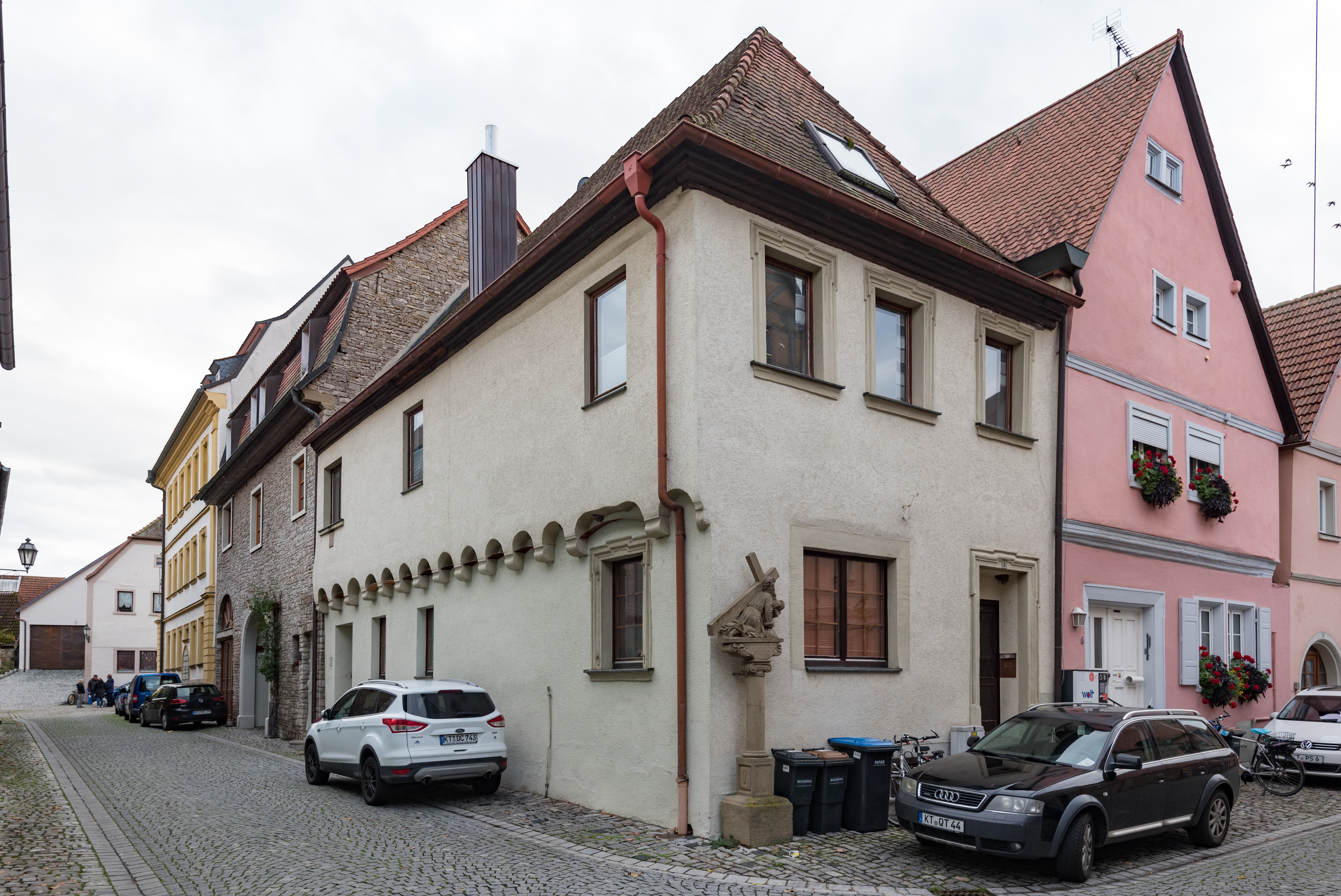
Das Haus in der Weinstraße 8

Das Haus Weinstraße 8 (früher Hausnummer 247) ist ein denkmalgeschütztes Gebäude in der Kernstadt des unterfränkischen Volkach. Zeitweise wurde es auch Haus Zum Goldenen Anker genannt.

## Geschichte
Das Haus in der heutigen Weinstraße 8 entstand wahrscheinlich bereits im 16. Jahrhundert. Erstmals urkundlich erwähnt wurde es jedoch erst im Jahr 1698. Damals bewohnte der Fischer Hans Klinger das Eckhaus, zu dessen Grundstück auch mehrere Weinberge außerhalb der Stadt gehörten. Klinger ist auch 1713 in den Baulichkeiten nachzuweisen. Um 1730 bezog dann der Büttner Hans Schmidt das Haus. Auch in den folgenden Jahrhunderten wechselten die Besitzer, wobei hier seltener Wechsel vorkamen, wie in den angrenzenden Häusern.
So gehörte 1736 Ulrich Johann Siegerst das Haus, das von der Stadt auf 429 Gulden taxiert wurde. 1771 bewohnte der Vergolder Johann Basti Bihringer das Anwesen. Zu Beginn des 19. Jahrhunderts betrieb Andreas Altenschöpfer kurze Zeit eine Gast- oder Heckenwirtschaft in den Räumlichkeiten. In der Folgezeit erhielt das Haus den Namen „Zum Goldenen Anker“ der wohl auf die Fischertradition anspielt. Bereits 1811 war der Bewirtschaftungsbetrieb wieder verschwunden. 
Nun lebte Georg Schmitt (senior) im Haus und unterhielt hier eine Metzgerei. Er ist auch 1823 noch in den Räumlichkeiten nachzuweisen. Unter Franz Pfriem wurde das Anwesen um 1839 wieder in ein reines Wohnhaus umgewandelt. 1843 ist Franz Kaltwasser Eigentümer, ihm folgten noch im selben Jahr David Thomas und seine Frau nach. Die Familie Thomas besaß das Haus noch bis um 1897. Unter dem nachfolgenden Besitzer Matthäus Hering (auch Häring) zog wieder ein Betrieb, eine Schreinerei, ein. Der Betrieb wurde von Hans Hering weitergeführt. In der Folgezeit wurde das Haus teilweise vermietet.

## Beschreibung
Das Haus in der Weinstraße wird heute vom Bayerischen Landesamt für Denkmalpflege als Baudenkmal eingeordnet. Untertägige Reste von Vorgängerbauten sind als Bodendenkmal vermerkt. Daneben ist es Teil des Ensembles Altstadt Volkach. Es präsentiert sich als zweigeschossiger traufständiger Eckbau mit Walmdach. Im Kern geht es auf das 16. Jahrhundert zurück. Das heutige Erscheinungsbild ist allerdings einem Umbau im 18. Jahrhundert zu verdanken. Vor dem Haus in Richtung der Weinstraße ist ein Kreuzschlepper zu finden. → siehe auch: Kreuzschlepper (Volkach)
Das Haus erfuhr im 20. Jahrhundert eine weitere Modernisierung, bei der das Fachwerkobergeschoss unter einer Putzschicht verschwand. Insbesondere die Schaufassade in Richtung der Weinstraße weist allerdings noch heute geohrte Fenster- und Türrahmungen aus der Barockzeit auf. In Richtung der Kreuzgasse kragt das Obergeschoss über ein Rundbogenfries auf Konsolen nach vorne. Hier schuf man im 20. Jahrhundert einen weiteren Zugang. Die Fensteraufteilung des Obergeschosses wurde ebenfalls erneuert.